# Drinkam
Drinkam (officieel: Drincham, Frans-Vlaams: Drinkham) is een gemeente in de Franse Westhoek, in het Franse Noorderdepartement. De gemeente ligt in Frans-Vlaanderen in de streek het Blootland. Zij grenst aan de gemeenten Pitgam, Eringem en Loberge. het De gemeente heeft ruim 200 inwoners.

## Naam
De naam "Drinkam" verwijst naar de naam van de eerste bezitter/eigenaar en betekent "Huis van Dagemar". De plaatsnaam is achtereenvolgens vermeld als:
- 830 : Dagmaringahem, cartularium van Sint-Maarten
- 857 : Dagmaringaham, idem
- 977 : Dakingahem, idem
- 1111 : Drincham, cartularium van de Abdij van Broekburg

## Bezienswaardigheden

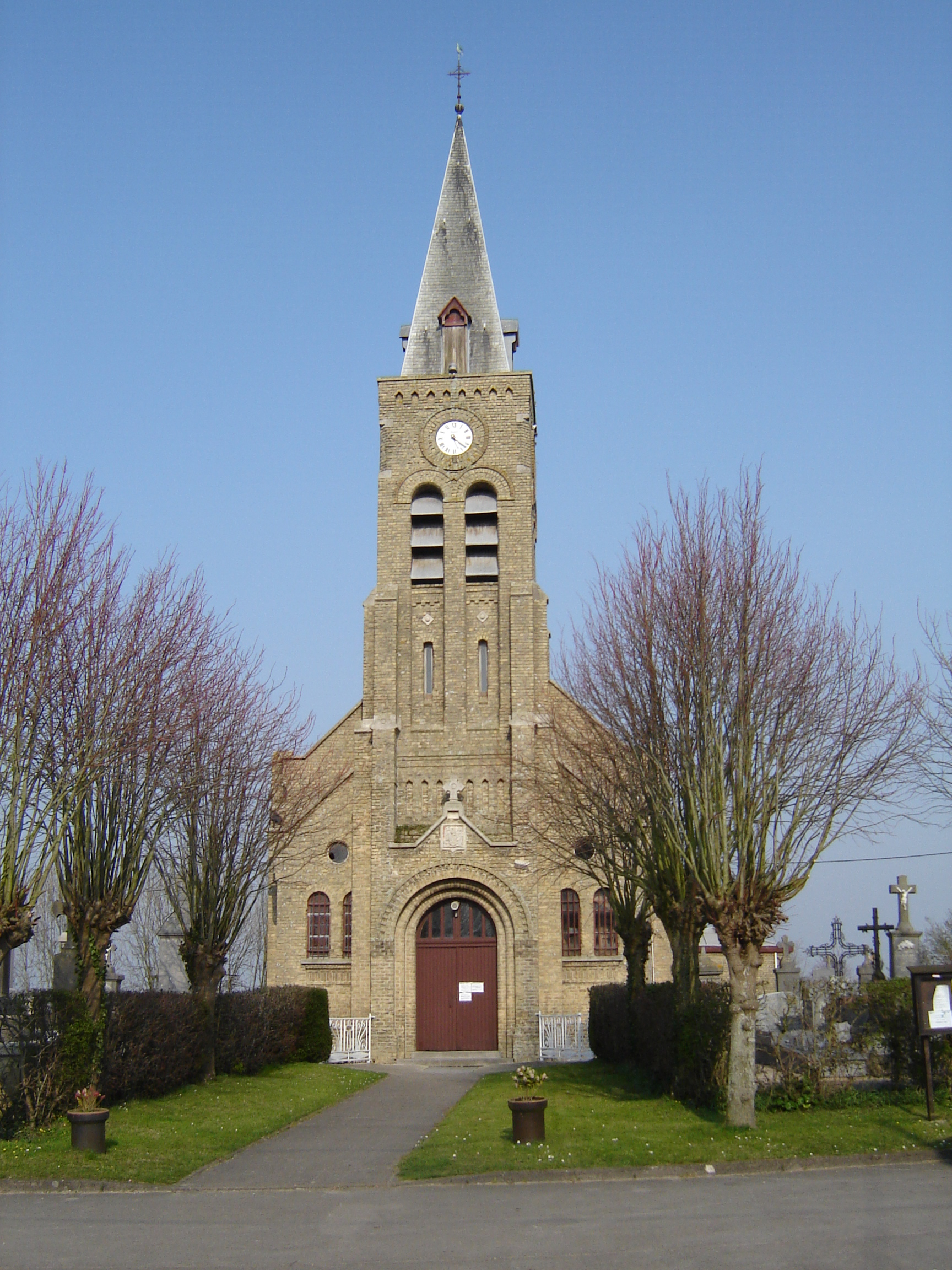
Sint-Wandregesiluskerk

- De Sint-Wandregesiluskerk (Église Saint-Wandrille)

## Natuur en landschap
Drinkam ligt in het Houtland op een hoogte van 1-15 meter. In het westen ligt de Houtgracht, welke parallel aan de Kolme verloopt.

## Demografie
Onderstaande figuur toont het verloop van het inwonertal (bron: INSEE-tellingen).

## Nabijgelegen kernen
Loberge, Lynck, Pitgam, Eringem, Bollezele
Broekburg · Broekkerke · Drinkam · Duinkerke (deels) · Kapellebroek · Kraaiwijk · Grand-Fort-Philippe · Grevelingen · Groot-Sinten · Loberge · Loon · Pitgam · Sint-Joris · Sint-Pietersbroek
Armboutskappel · Arneke · Bambeke · Bavinkhove · Belle · Berten · Bieren · Bissezele · Blaringem · Boeschepe · Boezegem · Bollezele · Borre · Bray-Dunes · Broekburg · Broekkerke · Broksele · Buisscheure · Drinkam · Duinkerke · Ebblingem · Eke · Ekelsbeke · Eringem · Gijvelde · Godewaarsvelde · La Gorgue · Grand-Fort-Philippe · Grevelingen · Groot-Sinten · Hardefoort · Haverskerke · Hazebroek · Herzele · Holke · Hondegem · Hondschote · Hooimille · Houtkerke · Kaaster · Kapelle · Kapellebroek · Kassel · Killem · Kraaiwijk · Krochte · Kwaadieper · Lederzele · Ledringem · Leffrinkhoeke · Linde · Loberge · Loon · Meregem · Merkegem · Merris · Meteren · Millam · Moerbeke · Niepkerke · Nieuw-Berkijn · Nieuw-Koudekerke · Nieuwerleet · Noordpene · Ochtezele · Okselare · Oostkappel · Oud-Berkijn · Oudezele · Pitgam · Pradeels · Rekspoede · Rubroek · Ruisscheure · Sint-Janskappel · Sint-Joris · Sint-Mariakappel · Sint-Momelijn · Sint-Pietersbroek · Sint-Silvesterkappel · Sint-Winoksbergen · Soks · Spijker · Stapel · Steenbeke · Steenvoorde · Steenwerk · Stegers · Stene · Strazele · Terdegem · Téteghem-Coudekerque-Village · Tienen · Uksem · Vleteren · Volkerinkhove · Waalskappel · Warrem · Waten · Wemaarskappel · Westkappel · Wilder · Winnezele · Wormhout · Wulverdinge · Zegerskappel · Zerkel · Zermezele · Zoeterstee · Zuidkote · Zuidpene